# 曹嗣榮
曹嗣榮（1489年—1546年），字繩之，號濮陽，直隸松江府華亭縣人，民籍，明朝政治人物。

## 生平
正德十四年（1519年）己卯科應天府鄉試第二十二名舉人。嘉靖十四年（1535年）中式乙未科會試第三百八名，登第二甲第八十五名進士。授南京工部虞衡司主事，進員外郎、營繕司郎中，督建明顯陵，轉南京兵部武选司郎中，降調澧州同知，嘉靖二十五年卒于家，年五十八。著有《輿地一覽》十五卷、《萃玉稿》四十卷及家稿、与燕京、留都二稿。

## 家族
曾祖曹琦，封刑部主事；祖父曹鼐，號賓梅，曾任雲南按察司僉事；父曹鳳，母奚氏。具庆下。兄嗣恩。子震來、復來、泰來、益来、漸来、賁来。